# Flügelfruchtgewächse
Die Flügelfruchtgewächse (Dipterocarpaceae) sind eine Pflanzenfamilie in der Ordnung der Malvenartigen (Malvales).

## Beschreibung

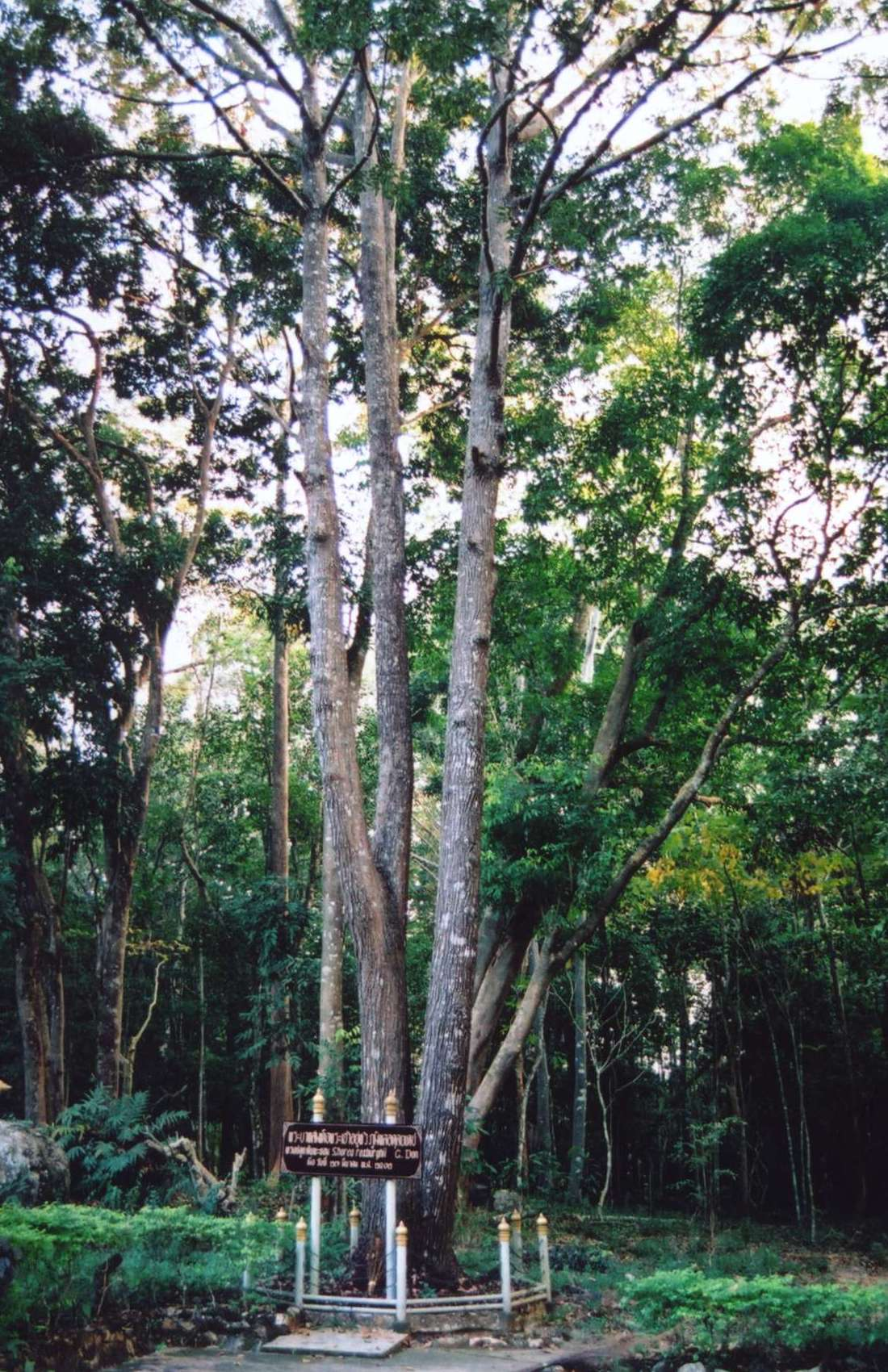
Shorea roxburghii

### Vegetative Merkmale
Es sind meist immergrüne Bäume, manche Arten werfen während der Trockenzeit einen Teil ihrer Blätter ab. Manche Arten sind sehr harzhaltig. Es gibt kleine Bäume, aber einige Arten sind in den asiatischen Tieflandregenwäldern die größten Bäume (sogenannte „Urwaldriesen“, die über das Kronendach ragen). Typisch für die meisten Arten ist ihr hoher gerader, (mindestens bis 10 Meter Höhe) unverzweigter Stamm. Oft ist die Borke rissig.
Die wechselständig an den Zweigen angeordneten Laubblätter sind in Blattstiel und -spreite gegliedert. Die Blattspreiten sind einfach, ganzrandig und ledrig. Nebenblätter sind vorhanden (bei manchen Arten schnell abfallend).

### Generative Merkmale
Die zwittrigen, radiärsymmetrischen Blüten sind fünfzählig; sie sind meistens groß. Pro Blüte gibt es je fünf Kelch- und Kronblätter, meistens 15 (5 bis 110) Staubblätter und zwei bis drei verwachsene (synkarpe) Fruchtblätter. Die Staubblätter besitzen oben Anhängsel und die Staubfäden sind an Basis meist verbreitert. Der Fruchtknoten ist oberständig bis selten halbunterständig, jedes Fruchtknotenfach enthält zwei bis vier Samenanlagen.
Es werden einsamige Schließfrüchte mit holzigem Perikarp (Nüsse, Kapselfrüchte) ausgebildet. Die Kelchblätter bleiben bis zur Fruchtreife erhalten, oft vergrößern sich zwei bis alle fünf während der Reife. Sie bilden meistens die typischen langen Flügel aus (Namen der ganzen Familie!). Die Früchte sind also meistens Flügelfrüchte (Pseudosamaras)→ Flügelnüsse.

## Ökologie

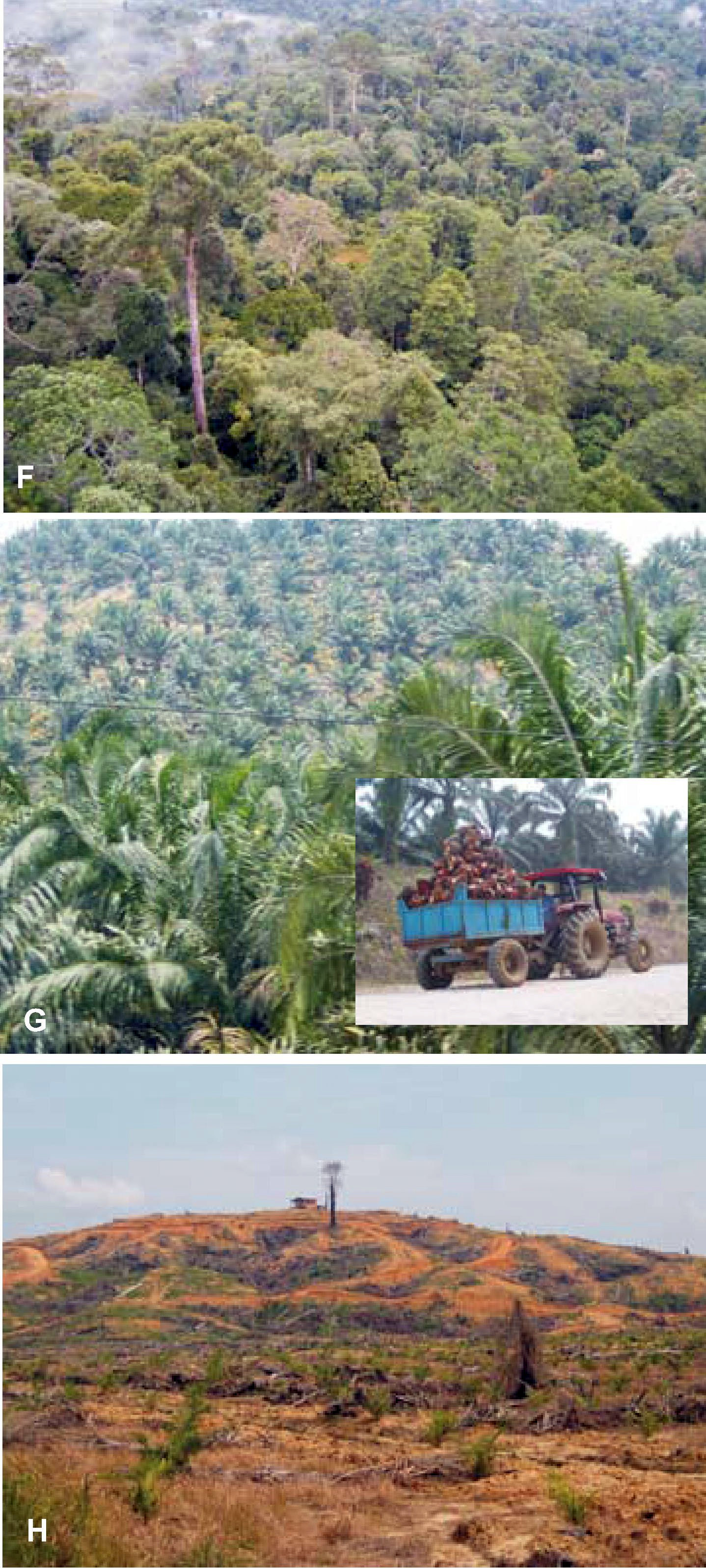
Dipterocarpaceen-Wälder auf Borneo (F) weichen Ölpalmenpflanzungen (G) mit irreversiblen Folgen (H).

Die Bäume bilden oft die typischen Brettwurzeln, wie sie bei vielen Tropenbäumen zu finden sind. Manche Arten bilden die oberste Etage der Regenwälder, der untere Teil der Stämme hat selten Zweige, an ihrer Spitze bilden sie meist nur eine spärliche Krone aus. Die Bestäubung erfolgt meist durch Insekten.
Mastjahre sind ein Phänomen, das bei Arten dieser Familie, allerdings auch in anderen Baum-Familien auftritt. Bäume einer Art blühen gleichzeitig und produzieren über einige Monate Früchte. Das hat weitreichende Folgen für das Ökosystem, denn zu dieser Zeit vermehren sich auch die bestäubenden Insekten rasant, die ihrerseits die Nahrungsquelle für andere Tiere bilden. Auch die Früchtefresser vermehren sich. In den folgenden Jahren werden keine oder nur sehr wenige Früchte gebildet. Der Vorteil für die Pflanzen ist, dass zwar die Früchtefresser sich sättigen, aber trotzdem durch die hohe Zahl genug Samen und Sämlinge übrig bleiben, die das Überleben der Art sichern. Es ist bekannt, dass dieses Phänomen durch die ENSO-Ereignisse (El Niño / Southern Oscillation) ausgelöst wird. Durch das Abholzen der alten fruchtenden Bäume ist dieser Teil des Ökosystems nicht mehr intakt.
Zum Beispiel sind in Höhenlagen von 0 bis etwa 750 Meter die Tiefland-Dipterocarpaceen-Mischwälder die artenreichsten und ökologisch komplexesten Wälder Bruneis, 13 bis 24 % der Bäume sind darin Dipterocarpaceen-Arten.

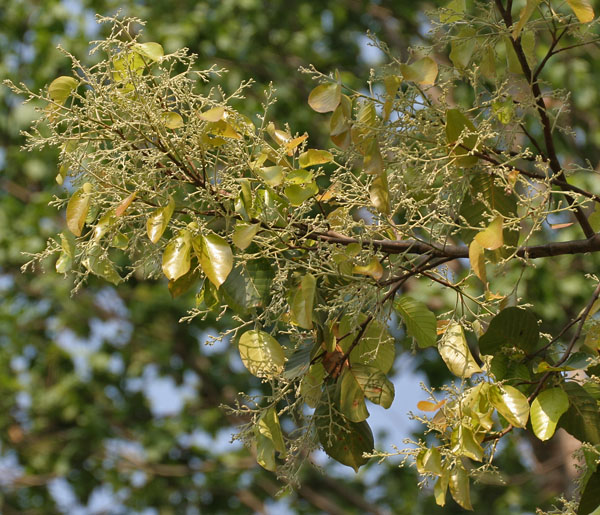
Unterfamilie Dipterocarpoideae: Shorea robusta

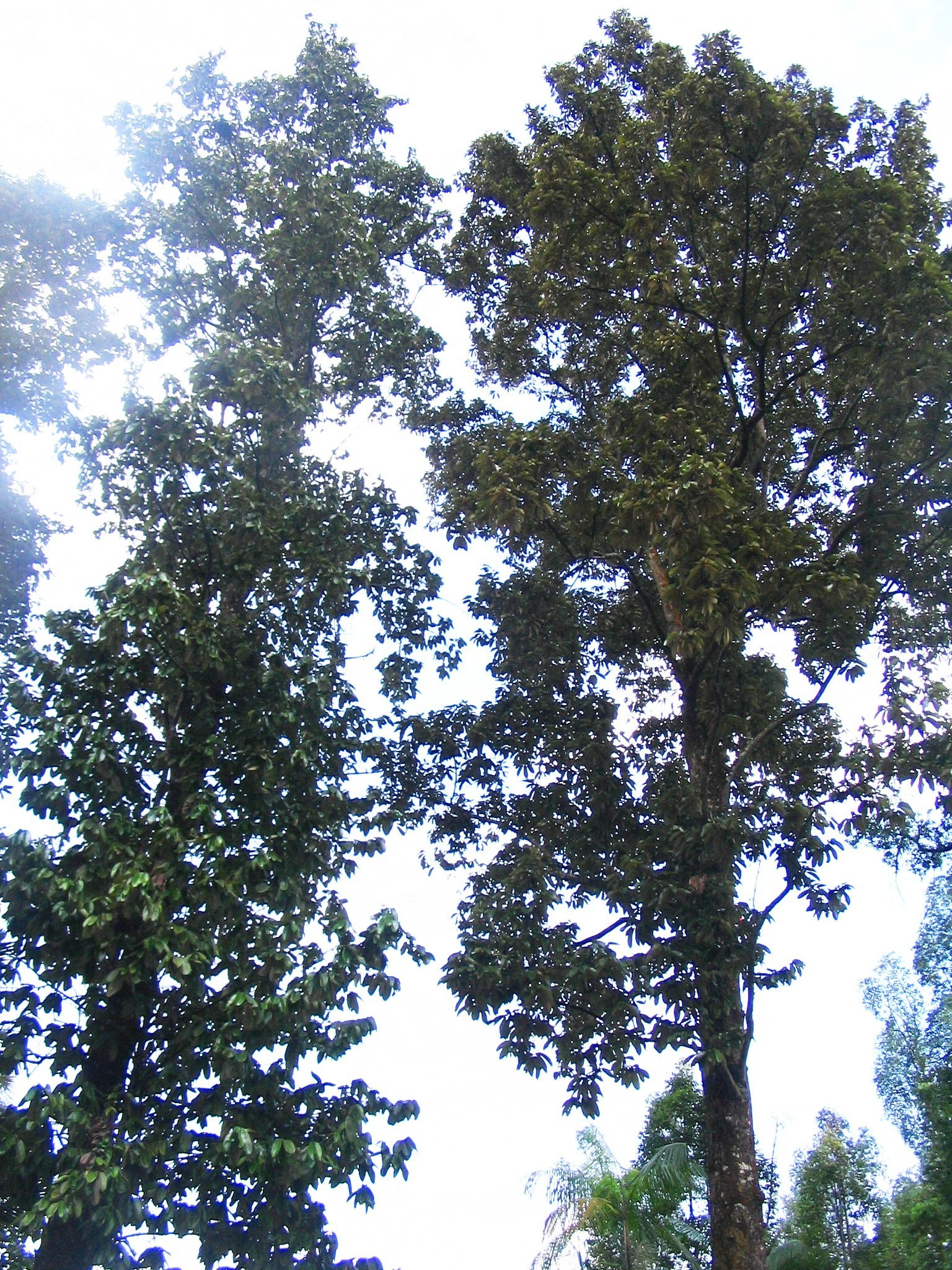
Unterfamilie Dipterocarpoideae: Upuna borneensis

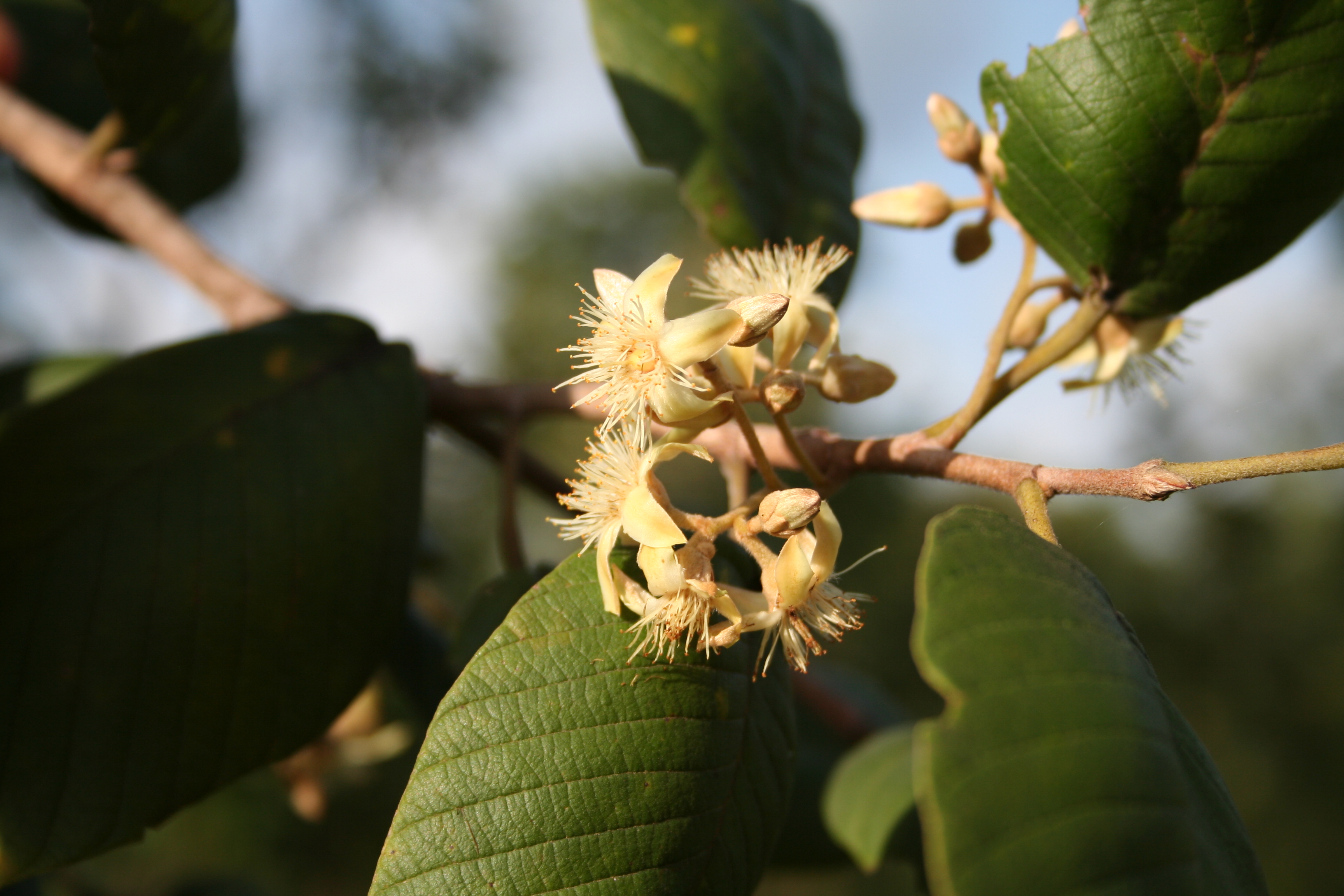
Unterfamilie Monotoideae: Blüten von Monotes kerstingii

## Systematik und Verbreitung
Die Familie der Dipterocarpaceae wurde 1825 durch Carl Ludwig Blume in Bijdragen tot de flora van Nederlandsch Indië, S. 222 aufgestellt. Ein Synonym für Dipterocarpaceae Blume ist Monotaceae Kosterm.
Die Arten haben eine überwiegend paläotropische Verbreitung, seltener kommen sie in der Neotropis vor. Einen Schwerpunkt der Artenvielfalt haben sie im indo-malaysischen Raum.
Die Familie der Flügelfruchtgewächse (Dipterocarpaceae s. l.) wurde bis 2016 in drei Unterfamilien gegliedert und enthält etwa 17 Gattungen mit etwa 680 Arten:
- Unterfamilie Dipterocarpoideae Burnett: Die etwa 13 Gattungen mit etwa 650 Arten sind im indo-malaysischen Raum verbreitet:
  - Anisoptera Korth.: Die etwa zehn Arten kommen von Bangladesch bis Neuguinea vor. Von einigen Arten wird das Holz unter dem Handelsnamen Krabak genutzt.
  - Cotylelobium Pierre: Die etwa sechs Arten kommen in Sri Lanka und im westlichen Malesien vor.
  - Zweiflügelfruchtbäume, Flügelfruchtbäume (Dipterocarpus C.F.Gaertn.): Die etwa 70 Arten sind in Südostasien verbreitet.
  - Dryobalanops C.F.Gaertn.: Die etwa sieben Arten kommen in Malesien vor.
    - Dryobalanops aromatica C.F.Gaertn.: Aus Borneo, Sumatra und Malaysia.

  - Hopea Roxb.: Die etwa 105 Arten kommen in Indomalesien vor.[3]
  - Neobalanocarpus P.S.Ashton: Es gibt nur eine Art:
    - Neobalanocarpus heimii (King) P.S.Ashton: Sie kommt auf der Malaiischen Halbinsel vor.

  - Parashorea Kurz: Die etwa 15 Arten sind in Südchina, in Südostasien und Malesien verbreitet.
    - Parashorea tomentella (Symington) Meijer: Aus Borneo.

  - Shorea Roxb. ex C.F.Gaertn.: Die 200 bis 360 Arten sind von Sri Lanka bis China und Indonesien verbreitet.[3]
  - Stemonoporus Thwaites: Die etwa 20 Arten kommen nur in Sri Lanka vor.[3]
  - Upuna Symington: Es gibt nur eine Art:
    - Upuna borneensis Sym.: Sie kommt auf Borneo vor.

  - Vateria L.: Von den nur zwei Arten kommt die eine in Indien und die andere in Sri Lanka vor.[3]
    - Vateria indica L.

  - Vateriopsis F.Heim: Es gibt nur eine Art:
    - Vateriopsis seychellarum (Dyer) F.Heim: Dieser Endemit kommt nur auf den Seychellen vor.[3]

  - Vatica L.: Die etwa 60 Arten kommen in Indomalesien vor.[3]

- Unterfamilie Monotoideae Gilg: Die etwa drei Gattungen mit etwa 30 Arten sind in Afrika, Madagaskar und Südamerika verbreitet:
  - Monotes A.DC.: Die etwa 26 Arten sind im tropischen Afrika und in Madagaskar verbreitet.[3]
  - Marquesia Gilg: Die etwa vier Arten sind im tropischen Afrika verbreitet.[3]
  - Pseudomonotes A.C.Londoño, E.Alvarez & Forero: Es gibt nur eine Art:
    - Pseudomonotes tropenbosii A.C.Londoño, E.Alvarez & Forero: Sie kommt im kolumbianischen Amazonastiefland vor.[3]

- Unterfamilie Pakaraimoideae Maguire, P.S.Ashton & C.de Zeeuw: Es ist ein monotypisches Taxon mit nur einer Gattung und einer Art. Nach APG IV gehört diese Unterfamilie aber 2016 in die Familie der Zistrosengewächse (Cistaceae).[4]
  - Pakaraimaea Maguire & P.S.Ashton: Sie wurde 1977 aufgestellt und enthält nur eine Art:
    - Pakaraimaea dipterocarpacea Maguire & P.S.Ashton: Sie kommt in Südamerika im Guyana-Hochland vor.[3]

## Fossilfunde
Fossilfunde sind mindestens seit dem Tertiär vorhanden: Zum Beispiel Anisopteroxylon und Dryobalanoxylon aus Fundstätten in den zentralen Ebenen von Myanmar in Birma (Mittleres Miozän). Nachdem im Norden Indiens (Provinz Gujarat) rund 50 Millionen Jahre alter Bernstein gefunden wurde, der auf Harz von Flügelfruchtgewächsen zurückgeführt wird, muss davon ausgegangen werden, dass zumindest im Norden Indiens ausgedehnte Flächen bereits im Eozän mit Bäumen aus dieser Familie bedeckt gewesen sind.

## Nutzung
Arten dieser Familie dominieren die ursprünglichen asiatischen Regenwälder. Sie bilden Hartholz (auch bekannt als Keruing). Diese Arten sind der Hauptgrund für den Raubbau in den Indo-Malayischen Urwäldern. Ihr Holz macht zum Beispiel 85 % des indonesischen Holzexports aus. Man ist bemüht, mit diesen Arten wieder aufzuforsten.
Genutzt wird das oft reichlich produzierte Harz (in Borneo wird es als „damar“ bezeichnet). Beispielsweise dient es zum Färben bei Batik und als Bindemittel für wasserlösliche Farben. Dammaharz aus der südasiatischen Art Vateria indica liefert den Rohstoff für Bindemittel in Lacken und Firnissen, Einbettungsmittel für mikroskopische Präparate und für Pflaster.
Gurjunbalsam und Gurjunbalsamöl wird aus Flügelfruchtbaum-Arten (Dipterocarpus) gewonnen. Man erzeugt eine Höhlung im Stamm des Baumes und zündet darin ein Feuer an, dadurch wird das Ausfließen des Gurjunbalsams angeregt.